# Jupiter Icy Moons Explorer
Jupiter Icy Moons Explorer (JUICE) là một tàu vũ trụ liên hành tinh được Cơ quan Vũ trụ Châu Âu (ESA) phóng vào ngày 14 tháng 4 năm 2023 với Airbus Defence and Space là nhà thầu chính. JUICE sẽ nghiên cứu 3 trong số 4 vệ tinh Galileo của Sao Mộc: Ganymede, Callisto và Europa, tất cả đều được cho là có lượng nước lỏng đáng kể bên dưới bề mặt của chúng, khiến chúng trở thành hành tinh có khả năng sinh sống được. Nhiệm vụ sẽ không tập trung vào các hoạt động núi lửa trên vệ tinh Io.
Tàu vũ trụ được phóng vào ngày 14 tháng 4 năm 2023 lúc 12:14 UTC và sẽ đến Sao Mộc vào tháng 7 năm 2031 sau bốn lần hỗ trợ hấp dẫn và tám năm du hành. Vào tháng 12 năm 2034, tàu vũ trụ này sẽ đi vào quỹ đạo quanh Ganymede để thực hiện sứ mệnh khoa học cận cảnh, trở thành tàu vũ trụ đầu tiên quay quanh một vệ tinh tự nhiên mà không phải là vệ tinh tự nhiên (Mặt Trăng) của Trái Đất. Thời gian hoạt động của nó sẽ trùng với sứ mệnh Europa Clipper của NASA, sẽ ra mắt vào năm 2024.